# On a tous le droit
On a tous le droit est une chanson écrite et composée par Gérard Presgurvic et interprétée par Liane Foly. La chanson est sortie en 8 mars 2001, et est le premier titre extrait de l'album Entre nous, sorti lui aussi en 2001.

## Histoire
On a tous le droit est le titre qui ouvre l’album Entre nous sorti en 2001. La chanson, signée Gérard Presgurvic, est interprétée par Liane Foly qui déclare lors de sa sortie que lors des dix-huit derniers mois, elle a perdu des gens qui lui « étaient très chers » et que curieusement, cela lui a aussi « donné le sens de la légèreté », et qu'au moyen de l'album, elle libérait ses « vraies émotions ». La chanson peut être qualifié de mélodramatique, et se révèle être un succès, devenant un des titres les plus connus de la discographie de Liane Foly.

## Clip vidéo
Le clip est en noir et blanc et met en scène Liane Foly, avec plusieurs scènes qui apparaissent durant le clip et une utilisation récurrente d'une trame aquatique.

## Classements

### Classements hebdomadaires
| Classement (2001)                       | Meilleure position |
| --------------------------------------- | ------------------ |
| Belgique (Wallonie Ultratop 50 Singles) | 3                  |
| France (SNEP)                           | 8                  |

### Certification
| Pays   | Organisme | Certification | Seuil   |
| ------ | --------- | ------------- | ------- |
| France | SNEP      | Or            | 100 000 |

## Historique de sortie
| Pays   | Date        | Format    | Label                                            |
| ------ | ----------- | --------- | ------------------------------------------------ |
| France | 8 mars 2001 | Single CD | Virgin France / EMI Music Pub (en) / Lilor Music |